# Athanasia
Athanasia é um género botânico pertencente à família Asteraceae.